# Pierre-Paul Riquet
Pierre-Paul Riquet, baron de Bonrepos, * 29. junij 1604 ali 1609, Béziers, † 4. oktober 1680, Toulouse
Bil je inženir in graditelj prekopov, odgovoren med drugim za gradnjo prekopa Canal du Midi.

## Ozadje
Paul Riquet se je rodil v Béziersu v Héraultu v Franciji, kot  najstarejši sin odvetnika, državnega tožilca in poslovneža Guillaumea Riqueta . Riquet se je v mladosti zanimal le za matematiko in naravoslovje. Poročil se je s Catherine de Milhau pri 19 letih.
Kot fermier général regije Languedoc-Roussillon je bil davčni izterjevalec, odgovoren za zbiranje in upravljanje gabelle (v Franciji zelo nepriljubljen davek na sol, ki je bil ustanovljen sredi 14. stoletja in je s kratkimi presledki in popravki trajal do leta 1946. Izraz gabelle izhaja iz italijanske gabele (dolžnost), ki izvira iz arabske besede qabala قَبَلَ ('prejel je') v Languedocu. Leta 1630 je bil imenovan za zbiratelja in bil je tudi ponudnik streliva katalonski vojski. Riquet je postal bogat in od kralja dobil dovoljenje za odmerjanje lastnih davkov. To mu je prineslo večje bogastvo, kar mu je omogočilo, da je s tehničnim strokovnim znanjem izvajal velike projekte.

## Življenje
Riquetov datum rojstva je negotov. V literaturi se leti 1604 in 1609 omenjata približno enako. Ker pa je bil medtem najden napis, da je Riquet umrl leta 1680 v starosti 71 let, se 1609 šteje za razmeroma gotovo. Datum 29. junij zgodovinarji znanstveno domnevajo, da sta soimenjaka sveta Peter in Pavel ustvarila Riquetovo ime Pierre-Paul.
Družina Riquet prihaja deloma iz Firenc in deloma iz Provanse, kjer se je sprva imenovala Riquetty. Njegov oče je bil visoki uradnik in uspešen poslovnež. Poskrbel je, da je Pierre-Paul začel svojo kariero kot inšpektor za davek na sol (gabelle). Leta 1630 je postal glavni pobiralec, fermier général.
Leta 1637 se je 28-letni Pierre-Paul Riquet poročil z bogato Catherine de Milhau, prav tako iz Béziersa. Z njo se je naselil v majhnem mestu Revel (Languedoc). Par je imel pet otrok, hčerke Catherine, Marthe in Anne ter sinova Jean-Mathias in Pierre-Paul.
Leta 1661 je Riquet postal splošni davčni zakupnik Languedoca. Tako njegov donosni poklic kot druge podjetniške dejavnosti so mu prinesle veliko bogastvo, imel je številne nepremičnine in obsežna posestva. Ni bil plemenit, vendar so ga zaradi lastništva zemlje včasih imenovali baron de Bonrepos.

## Canal du Midi
Riquet je človek, odgovoren za gradnjo umetne vodne poti dolge 240 kilometrov, ki povezuje južno obalo Francije do Toulousa, da bi se povezala s kanalom / rečnim sistemom, ki je tekel do Biskajskega zaliva, enega največjih inženirskih podvigov 17. stoletja. stoletja. Logistika je bila neizmerna in zapletena, tako da so o tej zamisli razpravljali tudi drugi inženirji, vključno s starodavnimi Rimljani, vendar se z njo niso spopadli. Kljub temu se je Ludvik  XIV. zavzemal za nadaljevanje projekta, predvsem zaradi naraščajočih stroškov in nevarnosti prevoza tovora in trgovine ob južni Španiji, kjer so bili pogosto gusarji.
Načrtovanje, financiranje in izgradnja Canal du Midi je od leta 1665 naprej popolnoma prevzel Riquet. Pojavile so se številne težave, vključno s plovbo preko številnih hribov in zagotavljanjem sistema, ki bi prekopu dovajal vodo skozi suhe poletne mesece. Napredek v inženiringu zapornic in ustvarjanje umetnega jezera za 6 milijonov kubičnih metrov Bassin de St. Ferréol, ki je zbiral vodo iz potokov Črne gore (Montagne Noire) v bližini porečja Naurouze, je ponudil rešitve.
Zaradi visokih stroškov gradnje je Riquetovo osebno bogastvo in na videz nepremostljive težave povzročilo, da so njegovi sponzorji, vključno z Ludvikom XIV., izgubili zanimanje. Najpomembnejši inženirski dosežki podjetja Riquet so vključevali stopnišče zapornic Fonserannes in predor Molpas, prvi plovni predor na svetu. Prekop je bil dokončan leta 1681, osem mesecev po Riquetovi smrti .
Pokopan je v stolnici sv. Štefana v Toulousu.

## Posledice
Riquetovi dediči so potrebovali več let, da so poplačali dolgove, ki jih je oče najel za gradnjo prekopa. Ker pa je Riquetu - in z njim tudi njegovim potomcem - kralj podelil privilegij dohodka od prekopa, je družina Riquet s Canal du Midi lahko ustvarila visoke dobičke.
Canal du Midi je regijo pripeljal do pomembnega gospodarskega razcveta, so ga prebivalci na koncu cenili. Leta 1838 so v njegovem rojstnem kraju Béziers, leta 1853 v Toulousu, Riquetu  postavili spomenik. Poleg metro postaje Riquet v Parizu so se po njem imenuje več ulic in trgov širom po Franciji.